# Andreaea hookeri
Andreaea hookeri là một loài rêu trong họ Andreaeaceae. Loài này được Schimp. mô tả khoa học đầu tiên năm 1855.